# John Martin-Dye
John Martin-Dye (* 21. Mai 1940 in Willesden; † 31. Dezember 2022) war ein britischer Schwimmsportler.

## Leben
John Martin-Dye trat im Alter von acht Jahren dem Peguin Swimming Club in Hammersmith bei. Bei den Olympischen Sommerspielen 1960 in Rom wurde Martin-Dye zusammen mit Hamilton Milton, Richard Campion und Ian Black Vierter in der 4 × 200-m-Freistilstaffel. Im Vorlauf konnte die britische Staffel dabei einen neuen europäischen Rekord aufstellen, der knapp zwei Jahre bestand. Das Jahr 1962 verlief für ihn sehr erfolgreich. Nachdem er mit der 4 × 100-m-Freistilstaffel die Silbermedaille bei den Europameisterschaften in Leipzig gewonnen hatte, folgten zwei Bronzemedaillen bei den British Empire and Commonwealth Games 1962 (4 × 110 yds Freistil und 880 yds Freistil). Nach einer Olympiateilnahme an den Sommerspielen 1964 in Tokio konnte Martin-Dye bei den British Empire and Commonwealth Games 1966 über 440 yds Freistil eine weitere Bronzemedaille gewinnen.
Neben dem Schwimmsport war Martin-Dye auch als Wasserballnationalspieler aktiv. Bei einem Länderkampf gegen die DDR in Blackpool absolvierte er neben den Schwimmwettkämpfen unter anderem ein Länderspiel.
John Martin-Dye war in den 1960er Jahren als Lohnbuchhalter im Rathaus von Kensington tätig und arbeite später 28 Jahre lang als Textiltechnologe für Marks & Spencer. Er war mit Delia Williams verheiratet und hatte einen Sohn, der ebenfalls als Schwimmer und Wasserballspieler aktiv war.